# 열린정부파트너십

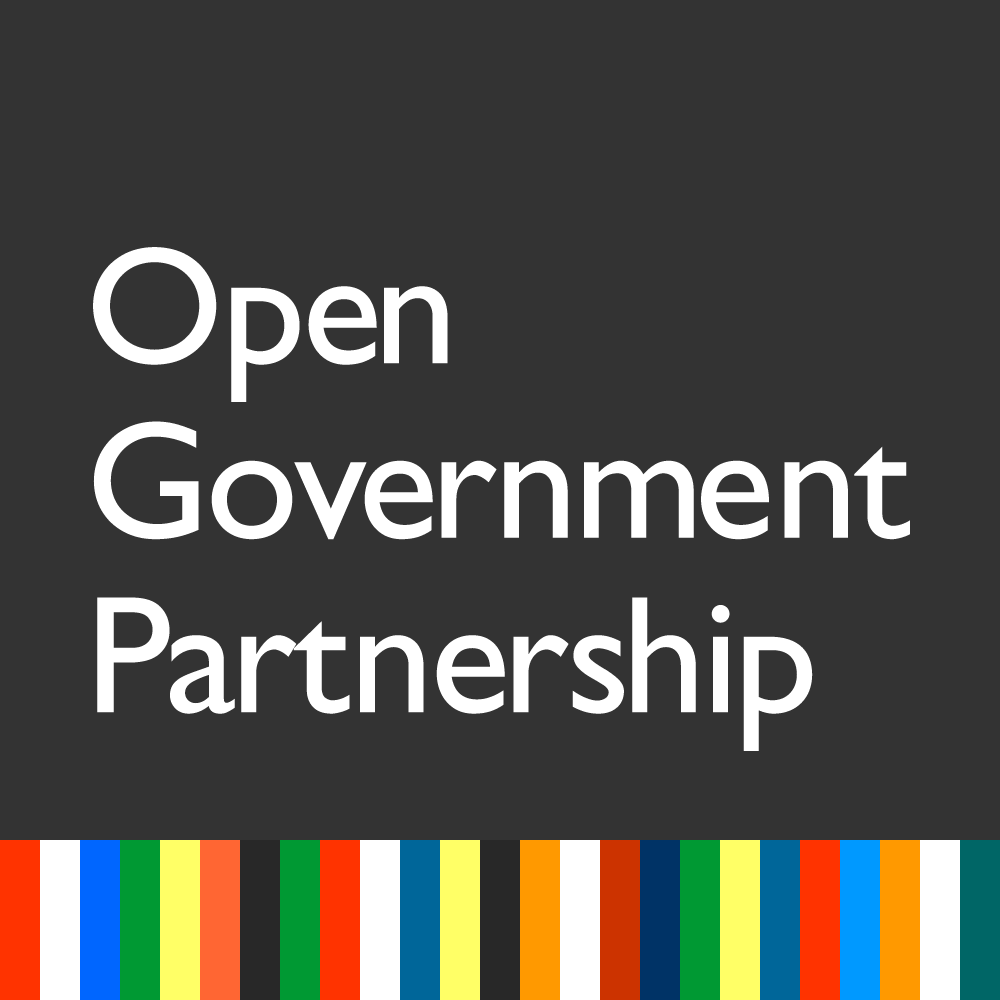

열린정부파트너십(Open Government Partnership)은 2010년 버락 오바마 전 미국 대통령의 유엔(UN) 총회 연설을 계기로 정부 투명성 증진, 부패척결, 시민참여 활성화, 더 나은 정책(거버넌스)을 위한 새로운 기술의 활용을 위해 출범한 다자 협의체이다.
개방된 정부를 촉진하고, 시민을 강화하고, 부패와 싸우고, 새로운 기술을 활용하여 거버넌스를 강화하려는 국가와 지방정부의 구체적 약속을 확보하는 것을 목표로 하는 다국적 이니셔티브이다. 다중 이해 관계자 협업 정신으로 OGP는 정부 및 시민 사회 단체 대표를 포함하는 운영위원회가 감독한다.

## 역사
열린정부파트너십은 2011년 9월 20일에 브라질, 인도네시아, 멕시코, 노르웨이, 필리핀, 남아프리카공화국, 영국, 미합중국 등 8개국 외무부 장관이 UN 총회 회의에서 만나 공식적으로 시작되었다. 본부는 워싱턴D.C에 있다.
파트너십의 회원국이 되기 위해서는 열린정부선언을 채택해야 하고, 파트너십이 가진 목표로 나아가기 위한 액션 플랜이나 국가실행계획을 갖고 있어야 하는데, 그 실행계획은 정부만이 아닌, 시민과 시민단체와의 협의를 통해 만들어야 한다.
OGP가 출범하고 6개월 만에 8개의 실행 계획과 46개의 참여 국가에서 50개의 실행 계획과 54 개의 참여 국가로 성장했다. 브라질리아에서의 회의는 예멘의 검열 방지 운동가들로부터 초등학교의 데이터를 사용하여 인도의 교육을 향상시키는 개혁자들에 이르기까지 투명성의 힘에 대한 신념을 가진 국가와 조직을 모았다.
2013년 OGP의 주제 목표는 시민 행동 및 대응 정부를 중심으로 이루어졌다. 초연결성, 개방성 및 투명성뿐만 아니라 시민 참여 및 협업의 시대는 점점 더 좋은 거버넌스의 필수 구성 요소로 인식되고 있다.
"평화 롭고 포용적인 사회의 진흥"을 위한 지속 가능한 개발 목표 (SDG)2016을 포함하여 역사적인 유엔 정상 회의에서 세계 지도자들이 2030 지속 가능한 개발 의제를 채택하고 시행함에 따라 열린정부파트너십 2015는 개발의 미래를 위한 이정표가 되는 성과를 이루었다.
2015년 10월 멕시코 정부는 멕시코시티에서 "모든 사람을 위한 개방성: 개방형 정부 원칙을 2015년 이후 개발 의제를 구현하는 주요 메커니즘으로 사용"이라는 주제를 강조하는 세번째 OGP 글로벌 정상 회의를 개최했다.
OGP는 2016년초 이니셔티브보다 적극적으로 정부를 참여 시키도록 설계된 새로운 시범 프로그램을 시작했다. 2016년 12월에 프랑스 정부는 세계 자원 연구소 (WRI)와 협력하여 파리시에서 4번째 OGP 글로벌 서밋을 개최하여 70 개국에서 3000 명의 대표가 참석했다.

## 목표
OGP는 전 세계 정부 내부 및 외부의 개혁가가 투명성을 촉진하고 시민을 지원하며 부패와 싸우고 새로운 기술을 활용하여 거버넌스를 강화하는 이니셔티브를 개발할 수 있는 플랫폼을 제공한다. OGP는 투명성, 책임성 및 시민 참여 분야에서 국가를 더욱 발전시키기 위해 개방형 정부 개혁 및 혁신을 추진하는 국가 및 지방 정부의 구체적인 약속을 확보하는 것을 목표로한다. 이는 국가들이 참여하기로 선택한 자발적인 파트너십으로 정부와 협력하여 시민 사회 단체가 개혁 의제와 일치하는 이니셔티브를 발전시킬 수 있다.
OGP는 전 세계 국가의 투명성 순위를 정립하기보다는 야심 찬 새로운 개혁을 지지하고 "시민의 감시 아래에서 "약속을 이행함에 따라 전 세계 국가에 지원과 격려를 제공한다. 개혁을 추진하는 자는 "정부와 시민 사회 간의 대화가 일어날 수있는 기꺼이하려는 정부의 사람들에게 지원을 제공한다."고 밝혔다.
정부와 시민 사회의 이러한 관계는 OGP의 초석이다. 정부는 국가 공약을 작성하고 이행할 때 뿐만 아니라 노력을보고하고 모니터링 할 때 시민 사회와 적극적으로 협력해야한다. OGP 절차는 정부가 시민 사회 및 시민과 협의해야하며, IRM (Independent Reporting Mechanism)은이 협의의 질을 평가한다.
OGP는 다양한 분야에서 시민 사회 행위자의 다양한 연합을 구성하는 플랫폼 역할을 할 수 있다.
OGP의 원칙은 열린 정부 선언에 의해 가장 잘 설명되며 선언에 명시된 바와 같이, 참여국은 다음 원칙을 준수해야한다.
전세계 사람들이 정부의 개방성을 요구하고 있음을 인정한다. 그들은 공공 문제에 대한 시민 참여를 높이고 정부를보다 투명하고, 대응하며, 책임 있고, 효과적으로 만드는 방법을 모색하고 있다.
국가가 정부 개방을 촉진하려는 노력에서 각기 다른 단계에 있으며, 우리 각자는 국가의 우선 순위와 상황, 시민의 열망과 일치하는 접근 방식을 추구하고 있음을 인식한다.
투명성을 높이고 부패와 싸우고 시민을 강화하고 새로운 기술의 힘을 활용하여 정부를 보다 효과적이고 책임있게 만들겠다는 약속을 강화하기 위해이 순간을 장악할 책임을 받아들인다.
서비스 개선, 공공 자원 관리, 혁신 촉진 및보다 안전한 커뮤니티 만들기를 위해 시민과의 관계에서 개방성의 가치를 유지산다. 우리는 우리나라와 점점 더 상호 연결된 세계에서 더 큰 번영, 복지 및 인간 존엄성을 달성하기 위해 투명성 원칙과 열린 정부를 수용한다.
OGP 참가국은 다음에 대한 약속을 선언한다.
- 정부 활동에 대한 정보 가용성 향상한다.
- 시민 참여를 지원한다.
- 행정부 전체에 걸쳐 최고 수준의 전문적 청렴성을 구현한다.
- 개방성과 책임을 위한 새로운 기술에 대한 접근성 향상한다.

## 기금
OGP에 대한 자금은 참여 국가, 기부자 및 개발 파트너로부터 제공된다.
- 국가별 기여 – 2014년 5월에 모든 참여 정부가 OGP 예산에 기여할 것이라는 데 동의했다. 기부금은 세계은행 데이터를 근거로 각국의 소득을 기준으로  하며 운영위원회는 최소 및 권장 기여 수준을 설정했다.

저소득 국가의 경우 : 최소 US $ 10,000, 권장 US $ 25,000.
중저 소득 : 최소 US $ 25,000, 권장 US $ 50,000. 중상 위 소득 : 최소 US $ 50,000, 권장 US $ 100,000.
고소득 : 최소 US $ 100,000, 권장 US $ 200,000.
- 기증자 – 2015년 보조금은 Omidyar Network, 국제 개발부 (영국 정부), 휴렛 재단, 개방형 사회 재단 및 포드 재단에서 제공

## 조직
다중 이해 관계자 이니셔티브로서 시민 사회 참여는 OGP의 기본 원칙과 관리 구조에 포함된다. 정부와 시민 사회는 OGP의 경영진인 운영위원회와 국가 차원에서 운영위원회에 참여함으로써 OGP를 관리하는 데 똑같이 중요한 역할을 한다.

### 운영위원회
OGP 운영위원회는 이니셔티브의 최고 수준을 유지하고 장기적인 지속 가능성을 보장하기 위해 국제 수준의 지침과 방향을 제공한다. 그것은 같은 수의 정부와 시민 사회 단체의 대표들로 구성되어 있다. OGP의 리더십은 매년 새로운 정부 공동 의장과 새로운 시민 사회 공동 의장을 임명하여 정기적으로 교체된다. 다가오는 정부 및 시민 사회 운영위원회의 구성원은 동료들에 의해 선발된다.

### 소위원회
OGP 운영위원회 위원은 3개의 OGP 소위원회에 업무를 위임하며 소위원회는 1) 거버넌스와 리더십 2) 기준 및 표준 3) 동료 학습 및 교환을 담당한다.
동등한 수의 정부 및 시민 사회 대표가 각각의 역할을 수행함에 따라 평가 원칙은 소위원회에서 유지된다.

### 주제별워킹그룹
- 재정 개방성 실무 그룹 : 재정 투명성 (GIFT)에 대한 세계 이니셔티브와 브라질 및 필리핀 정부 주도
- 입법 개방성 실무 그룹 : NDI (National Democratic Institute) 및 칠레 정부 주도
- 정보 실무 그룹에 대한 접근 : 멕시코 정부 (정보 및 데이터 보호에 대한 접근을 위한 연방 연구소)와 카터 센터가 주도
- 반부패 실무 그룹 : 개방형 사회 재단, 국제투명성기구 및 브라질, 조지아 및 영국 정부가 주도
- 개방형 데이터 실무 그룹 : 월드와이드웹재단과 캐나다 정부 주도
- 천연 자원 실무 그룹의 개방성 : NRGI (National Resource Governance Institute), WRI (World Resources Institute) 및 인도네시아 정부가 주도

### OGP 지원 조직
OGP 지원 부서는 소규모 영구 사무국으로 운영위원회와 긴밀히 협력하여 OGP의 목표를 달성한다. 기관의 기록을 유지하고 OGP의 외부 소통을 관리하며 OGP 파트너와의 조직 관계를 지속적으로 유지하며 더 광범위한 멤버십을 지원하도록 설계되었다. 또한 정부와 시민 사회 조직 간의 중립적인 제3자 역할을 하여 OGP가 두 선거구 간의 생산 균형을 유지하도록 한다.

### 보고서 조직
- IRM (Independent Reporting Mechanism)

모든 이해 관계자가 참여국의 OGP 진행 상황을 추적 할 수 있는 주요 수단이다. IRM은 OGP에 참여하는 각 국가에 대해 2년마다 독립적인 진행 보고서를 작성한다.
진행 보고서는 OGP 실행 계획의 개발 및 구현과 개방된 정부 원칙을 유지하는 과정에 대해 정부를 평가한다. 이 보고서는 또한 개선을 위한 기술 권장 사항도 제공한다.
이 보고서는 대화를 촉진하고 회원국과 시민 간의 책임을 장려하기 위한 것이다.

### 시민사회 협력
국가 차원에서 OGP에 참여하기 위해 강력한 시민 사회 네트워크를 확대, 강화 및 참여시키기 위해 노력한다.
이 팀은 국가 시민 사회 행위자들이 자신의 옹호 목표를 달성하기 위해 OGP 행동 계획의 설계, 구현 및 모니터링을 포함하여 OGP 프로세스를 더 잘 활용할 수 있도록 지원한다.

### 국제 정부 파일럿 프로그램
2016년에 시작된 이 시범 프로그램은 OGP의 원칙을 지역 수준으로 확장하고자 하였다. 15개 지방 정부가 시범 프로그램에 참여하도록 선발되었으며, OGP 지원 부서와 운영위원회의 지원으로 시민 사회와 협력하여 국가 행동 계획을 개발했다. 그들은 다른 하위 정부와의 동료 학습 및 네트워킹 활동에 적극적으로 기여할 것이며, OGP 회원국과 마찬가지로 IRM에 의해 평가 될 것이다.

## 의장국 정부
- 2012년 ~ 2013년 영국
- 2013년 ~ 2014년 인도네시아
- 2014년 ~ 2015년 멕시코
- 2015년 ~ 2016년 남아프리카공화국
- 2016년 ~ 2017년 프랑스
- 2017년 ~ 2018년 조지아
- 2018년 ~ 2019년 캐나다

## 매커니즘

### 글로벌 서밋
OGP 참가자는 지역 및 세계 행사에 정기적으로 모여 자신의 연구 결과를 직접 공유하고 국제 협력을 강화한다. 이 중 가장 중요한 행사는 2012년 이후 매년 개최되는 글로벌 서밋 (Global Summit)이다. 2013년 글로벌 서밋에서 운영위원회는 2014년 서밋을 건너 뛰고 2015년에 다시 소집하기로 결정했다. OGP는 직접 정보를 공유하고, 글로벌 투명성 리더의 탁월한 노력을 보여줄 방법을 찾고있다.
- 2012년 4월 17일 ~ 4월 28일 제1차 브라질 브라질리아 연례회의
- 2013년 10월 31일 ~ 11월 1일 제2차 영국 런던 연례회의
- 2015년 10월 28일 ~ 10월 29일 제3차 멕시코 멕시코시티 글로벌 서밋
- 2016년 12월 7일 ~ 12월 8일 제4차 프랑스 파리 글로벌 서밋
- 2018년 7월 18일 ~ 7월 19일 제5차 조지아 트빌리 글로벌 서밋
- 2019년 5월 29일 ~ 5월 30일 제6차 캐나다 오타와 글로벌 서밋

### OGP 어워드
| 연도 | 분야                      |                | 수상자 |
| ---- | ------------------------- | -------------- | --- |
| 2014 | 시민약속                  | 금상           | 1. 덴마크 for "Statutory Elected Senior Citizens’ Council" 2. 몬테네그로 for "Be Responsible, Zero Grey Economy" 3. 필리핀 for "Grassroots Participatory Budgeting" |
| 2014 | 시민약속                  | 은상           | 4. 이탈리아 for "OpenCoesione-Monithon" 5. 네덜란드 for "MijnWOZ: My Law on Appreciating Local Property" 6. 영국 for "Sciencewise" |
| 2014 | 시민약속                  | 동상           | 7. 멕시코 for "Centro de Itegracion Ciudadana" 8. 페루 for "Children of Miraflores" 9. 미국 for "Collaboration and Innovation through Prizes, Crowdsourcing, and Citizen Science" 10. 프랑스 for "data.gouv.fr" |
| 2015 | 개선하는 공공 서비스      | Overall Awards | 1. 우르과이 for "atuservicio.uy" 2. 인도네시아 for "The Guiding Lights of the Archipelago" 3. 영국 for "Neighborhood Planning" |
| 2015 | 개선하는 공공 서비스      | 지역 상        | 아프리카: 튀니지 for "Tunisia Online e-Procurement System" 아메리카: 멕시코 for "Stakeholder Participation in Day Care Center Safety" 아시아태평양: 아르메니아 for "Smart Municipality" 유럽: 크로아티아 for "E-Citizens" |
| 2015 | 개선하는 공공 서비스      | 특별 지역      | 인도네시아 for "The Guiding Lights of the Archipelago" for how the initiative benefits vulnerable populations |
| 2016 | Making Transparency Count | Overall Awards | 1. 우크라이나 for "ProZorro: Bringing Government Procurement to the People" 2. 인도네시아 for "API Pemilu: Improving Access and Understanding of Elections Data" 3. 온두라스 for "Construction Sector Transparency Initiative Honduras: Better Infrastructure through Transparency"                                                                                     |
| 2016 | Making Transparency Count | 지역 상        | 아프리카: 말라위 for "Construction Sector Transparency Initiative Malawi: Development through Transparency" 아메리카: 멕시코 for "Budget Transparency Portal: Expenditure Tracking from the Executive to the Streets" Asia-Pacific: Mongolia for "Check My Service: Closing the Feedback Loop" Europe: 네덜란드 for "OpenSpending: Reporting Directly to the Taxpayers" |
| 2016 | Making Transparency Count | 특별 지역      | 우크라이나 for "ProZorro: Bringing Government Procurement to the People" for the involvement of youth in the project |

## 파트너

### 정부
최소 자격 기준을 충족한 국가이다.
1. 아프가니스탄
2. 알바니아
3. 아르헨티나
4. 아르메니아
5. 오스트레일리아
6. 브라질
7. 불가리아
8. 부르키나파소
9. 카보베르데
10. 캐나다
11. 칠레
12. 콜롬비아
13. 코스타리카
14. 코트디부아르
15. 크로아티아
16. 체코
17. 덴마크
18. 도미니카공화국
19. 에콰도르
20. 엘살바도르
21. 에스토니아
22. 핀란드
23. 프랑스
24. 조지아
25. 독일
26. 가나
27. 그리스
28. 과테말라
29. 온두라스
30. 인도네시아
31. 아일랜드
32. 이스라엘
33. 이탈리아
34. 자메이카
35. 요르단
36. 케냐
37. 키르기스탄
38. 라트비아
39. 라이베리아
40. 리투아니아
41. 룩셈부르크
42. 말라위
43. 몰타
44. 멕시코
45. 몰도바
46. 몽골
47. 몬테네그로
48. 모로코
49. 네덜란드
50. 뉴질랜드
51. 나이지리아
52. 북마케도니아
53. 노르웨이
54. 파키스탄
55. 파나마
56. 파푸아뉴기니
57. 파라과이
58. 페루
59. 필리핀
60. 포르투칼
61. 루마니아
62. 세네갈
63. 세르비아
64. 세이셸
65. 시에라리온
66. 슬로바키아
67. 남아프리카공화국
68. 대한민국
69. 스페인
70. 스리랑카
71. 스웨덴
72. 튀니지
73. 우크라이나
74. 영국
75. 미합중국
76. 우르과이

### 비활성국가
다음 국가는 OGP 절차에 위배되는 행위로 비활성 상태로 표시되었다
1. 아제르바이잔[3][4]
2. 보스니아 헤르체고비나[5]
3. 트리니다드 토바고[6]

### 지방 정부
1. Austin, Texas, 미합중국
2. Basque Country, 스페인
3. Bojonegoro, East Java, 인도네시아
4. Buenos Aires, 아르헨티나
5. Elgeyo-Marekwet, 케냐
6. Iași, 루마니아
7. Jalisco, 멕시코
8. Kaduna State, 나이지리아
9. Kigoma, 탄자니아
10. La Libertad, 페루
11. Madrid, 스페인
12. Nariño, 콜롬비아
13. Ontario, 캐나다
14. Paris, 프랑스
15. São Paulo, 브라질
16. Scotland, 영국
17. Sekondi-Takoradi, 가나
18. Seoul, 대한민국
19. South Cotabato, 필리핀
20. Tbilisi, 조지아

### 가입 자격있는 국가
다음 국가는 최소 자격 기준을 충족하고 OGP에 가입 할 자격이 있음을 입증했다
1. 오스트리아
2. 벨기에
3. 부탄
4. 가이아나
5. 이이슬란드
6. 일본
7. 모잠비크
8. 네팔
9. 폴란드
10. 슬로베니아
11. 에스와티니
12. 동티모르

### 가입이 취소된 국가
1. 헝가리[7]
2. 탄자니아[7]
3. 터키[7]

## 대한민국
2011년 OGP가 출범할 때 가입한 대한민국은 2017년에 회원국 투표로 선출되는 11개 운영위원국(3년 임기) 가운데 아시아·태평양 지역 운영위원국으로 뽑혀 활동 중이다.
2017년 열린정부파트너십 운영위원회 위원국으로 선출되어 캐나다, 이탈리아, 남아프리카공화국과 함께 2020년까지 운영위원국으로 활동하는 대한민국은 OGP 가입 이후 세 차례에 걸쳐 국가실행계획을 수립했다.
2018년 6월까지 '고수요, 고가치 국가 중점데이터 조기 개방,' '온라인 정보공개서비스 기관 확대' 등을 포함한 제3차 국가실행계획을 이행했다.
2018년 11월에 OGP 아시아태평양 지역회의(OGP Asia-PacifRegional Meeting)를 서울에서 개최하였다.
3차 실행계획이 만료됨에 따라 다음 단계인 제4차 국가실행계획을 마련할 시점이 되었고, 2018년 3,4월부터 계획과 제안 접수를 받아, 6월까지 정부와 시민사회의 협의를 거쳤고, 최종 계획안을 도출하였다. 2018년 6월 29일에 열린 워크숍에서최종 계획안을 도출하였다.
열린정부파트너십(OGP)’이 진영 행정안전부 장관을 2019년 10월 ‘국제사회가 주목할 만한 이달의 인물’로 선정했다.
11개국 정부 대표와 11개 국제 시민사회단체 대표 등 22명으로 구성된 OGP 최고의사결정기구인 운영
위원회에서 그동안 정부 혁신 노력과 성과, 광화문1번가 등을 통한 국민 참여 기회 확대 등이 좋은 평가를 받은 대한민국을 아르헨티나와 함께 제11대 의장국으로 선출하여 2019년 10월부터 2년간 정부위원 가운데 2개국 대표와 시민사회위원 측 2인 등 모두 4명으로 구성된 의장단공동의장으로 참여한다.

## 같이 보기
- 국제 투명성 기구
- 부정부패
- 부패 인식 지수